# Belvue (Kansas)
Belvue es una ciudad ubicada en el condado de Pottawatomie en el estado estadounidense de Kansas. En el año 2010 tenía una población de 205 habitantes y una densidad poblacional de 683,33 personas por km².

## Geografía
Belvue se encuentra ubicada en las coordenadas 39°12′58″N 96°10′43″O / 39.21611, -96.17861 (39.216225, -96.178480).

## Demografía
Según la Oficina del Censo en 2000 los ingresos medios por hogar en la localidad eran de $35,625 y los ingresos medios por familia eran $34,500. Los hombres tenían unos ingresos medios de $27,222 frente a los $22,813 para las mujeres. La renta per cápita para la localidad era de $12,200. Alrededor del 20.7% de la población estaban por debajo del umbral de pobreza.